# 長崎小夜曲
「長崎小夜曲 NAGASAKI-CITY SERENADE」（ナガサキ・シティ・セレナーデ）は、シンガーソングライターのさだまさしの楽曲であり、あるいはこの曲を収録した1982年9月11日に発表したシングル盤である。

## 解説
1982年7月17日（土）に東京厚生年金会館のコンサートで初演。さだらしからぬポップな曲で、それまで、ラジオやレコードなどで披露されていなかった初演を聴いたファンは驚いた。その日夜の文化放送の番組でも初オンエアされ、さらに、翌日の7月18日のコンサートでも歌った。
なお、一部のサイト等で「7月23日夜から24日未明まで長崎市内に降り続いた豪雨による長崎大水害で甚大な被害をうけた長崎市に元気を与えようとつくられた」という説明があるが、事実は、この曲は水害の前の週に披露されている。したがって、この説明は誤りである。『さだまさし全一冊』には「正月の六日に軽井沢で作った」とあり、また6月にはレコーディングが済み、自身のラジオ番組でアンケートをしたところ99%のシングル化希望の回答があったと記されている。
本作は「夏 長崎から さだまさし」のすべての公演で歌われた。
1990年にはサンバ調にアレンジした「長崎小夜曲'90」を発表した。また、同年には麻倉未稀がカバーしている。
シングル・レコードの面は通常の SIDE 1 / SIDE 2というクレジットがなされず、「長崎小夜曲 NAGASAKI-CITY SERENADE」が収録されたサイドは南面、「北の国から─遙かなる大地より 〜蛍のテーマ」が収録されたサイドは北面とクレジットされている。
2013年10月5日より、特急かもめがJR長崎駅に到着した際のBGMとして同曲が流されている。JR九州が同年8月から試験的に曲だけ流した所好評だったため、10月より「僕の愛するふるさと、長崎へお帰りなさい。そしてようこそ」というさだ本人によるアナウンスを付けて正式に採用した。

## 収録曲
この時期に発表したさだの作品はすべて作詞ではなく「作詩」とクレジットされている。
| #  | タイトル                               | 作詞・作曲 | 編曲     | 備考 | 時間 |
| -- | -------------------------------------- | ---------- | -------- | ---- | ---- |
| 1. | 「長崎小夜曲」(NAGASAKI-CITY SERENADE) | さだまさし | 渡辺俊幸 |      | 4:44 |

| #  | タイトル                                     | 作詞 | 作曲・編曲 | 備考                                    | 時間 |
| -- | -------------------------------------------- | ---- | ---------- | --------------------------------------- | ---- |
| 2. | 「北の国から─遙かなる大地より 〜螢のテーマ」 |      | さだまさし | フジテレビ系ドラマ 『北の国から』主題歌 | 4:28 |